# نت مشترک

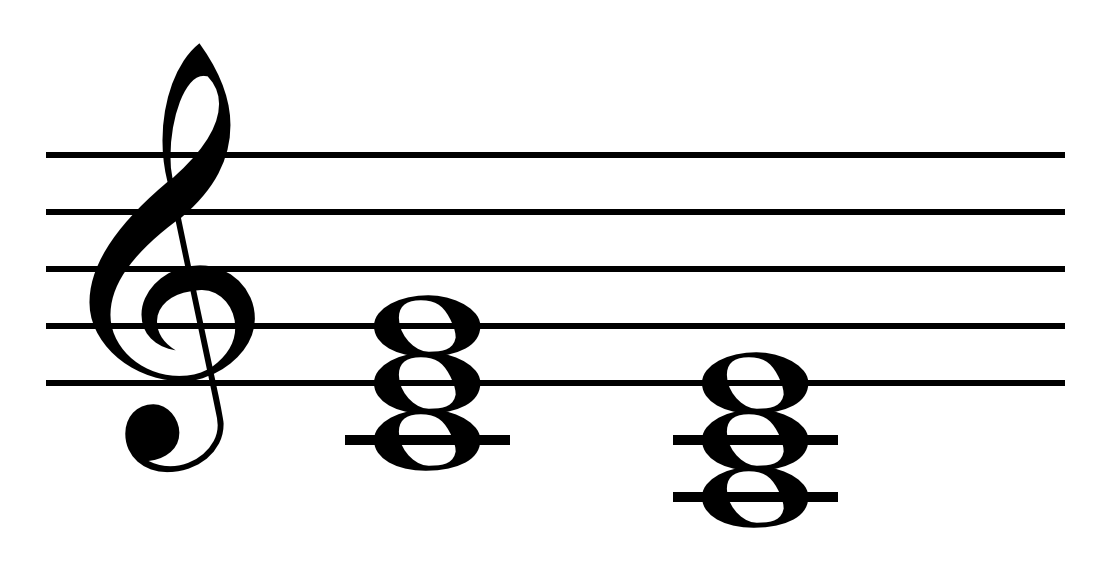
سه‌صدایی پایه در دو ماژور و سه‌صدایی پایه در لا مینور، دو «نت مشترک» دارند.

نت مشترک یا تن مشترک (انگلیسی: Common tone)، یک تن موسیقایی در زیروبمی‌های مختلف است که می‌تواند عضوی از یک یا چند آکورد و یا مشترک با مجموعه‌ای بالاتر از آکوردهای سه‌صدایی باشد.

## شرح
نت مشترک معمولاً به نتی اشاره دارد که در بین دو توالی آکورد مشترک است:
هر نتی که در دو آکورد متوالی وجود داشته باشد، نت مشترک است. آکوردهایی که روی دو درجهٔ پی‌درپی در گام دیاتونیک نوشته می‌شوند، نمی‌توانند نت مشترک داشته باشند. تمام آکوردهای دیگر (در گام دیاتونیک)، دارای نت مشترک هستند. نت‌های مشترک را نت‌های اتصال نیز می‌نامند و در همان بخش صدا باید باقی بمانند. آکوردهایی که چهار یا پنج درجه از هم فاصله دارند، دارای یک نت مشترک هستند. آکوردهایی که سه یا شش درجه از هم فاصله دارند، دارای دو نت مشترک هستند. آکوردهایی که یک یا هفت درجه از هم فاصله دارند، دارای نت مشترک نیستند.— وودراف
در مثال زیر، هفت سه‌صدایی در گام دیاتونیک دو ماژور را نشان می‌دهد. ابتدا نت‌های مشترک در پایه موسیقی مشخص شده‌اند، سپس نت‌هایی که مشترکند در شش آکورد دیگر با رنگ آبی برجسته گردیده‌است. همانطور که وودراف توضیح می‌دهد، سه‌صدایی تونیک (I) هیچ صدای مشترکی با درجات پی‌در‌پی دوم (II) و هفتم (VII) ندارد، یک نت مشترک با درجات چهارم (IV) و پنجم (V) دارد و دو نت مشترک با هر کدام از درجات سوم (III) و ششم (VI) دارد:

## در صدای پیشرو
نت مشترک در صدای پیشرو و «تنظیم صدا» نیز مورد توجه قرار می‌گیرد. آهنگسازانی مانند موریتس هاوپتمان، آدولف برنهارد مارکس و نظریه‌پردازان قبلی «بر نگهداری نت مشترک و صدای روان که منجر به … راهکاری برای توالی هارمونیک (توالی آکورد) می‌شود»، تأکید داشتند، و ممکن است به‌عنوان یک دستورالعمل یا قاعده در نظر گرفته شود.
در مثال زیر، یک توالی دایره‌ای در دو ماژور را نشان می‌دهد که در آن نت‌های مشترک در بخش آلتو حفظ می‌شوند:
Audio playback is not supported in your browser. You can download the audio file.

## نت مشترک در آکورد هفتم کاسته
نت مشترک در یک «آکورد هفتم کاسته» ممکن است به آکوردی که پایهٔ آن در هر دو آکورد مشترک است، تبدیل شود (برای مثال درجۀ: ♯iio7 به I6، حل می‌شود). هنگامی که اینگونه وصل‌ها نوشته می‌شود، آکورد اول را «آکورد هفتم کاسته» با نت مشترک می‌نامند:
Audio playback is not supported in your browser. You can download the audio file.

## یادکرد
1. ↑  Woodruff 1899, p. 61.
2. ↑  Engebretson 2008, p. 109.
3. ↑  Klauser 1890, p. 202.